# پیتر اشنایدر
پیتر اشنایدر (آلمانی: Peter Schneider؛ زادهٔ ۲۱ آوریل ۱۹۴۰) نویسنده، فیلم‌نامه‌نویس، رمان‌نویس، مقاله‌نویس و بازیگر اهل آلمان است.
وی دانش‌آموختهٔ رشتهٔ فلسفه و تاریخ در دانشگاه فرایبورگ، دانشگاه لودویگ ماکسیمیلیان مونیخ و دانشگاه آزاد برلین است.
از فیلم‌هایی که وی در آن نقش داشته‌است، می‌توان به تعهد، داستان پیکسار و خیابان آگیم ۵۵۵۵: پدر من اشاره کرد.